# Агирре, Хуан Педро
Хуан Педро Хулиан Агирре-и-Лопес де Анайя (исп. Juan Pedro Julián Aguirre y López de Anaya; 19 октября 1781 — 17 июля 1837) — аргентинский революционер и политик.

## Биография
Хуан Педро де Агирре родился в Буэнос-Айресе 19 октября 1781 года, отец — Кристобаль де Агирре, мать — Мария Хосефа Лопес Анайя.

### Сопротивление английскому вторжению
Проходил воинскую службу в полку аристократов (Regimiento de Patricios) во время первого английского вторжения в 1806 году и получил звание капитана ополчения, а также был ранен в одном из боёв. В 1807 году он участвовал в обороне города от англичан, благодаря его умелым действиям капитулировал английский отряд, занимавший монастырь Санто-Доминго.

### В ходе Майской революции
Горячий сторонник Майской революции 1810 года, он посвятил все силы и жертвовал имущество для дела национального освобождения. Агирре действовал в качестве мэра района, возглавлял патриотическое ополчение, был членом Военной комиссии в 1816 году. Его основной вклад заключался в вооружении кораблей-корсаров, в чём он особенно отличился, став главным судовладельцем во время войны за независимость. Один из его кораблей, шхуна Конгресс (Congreso), крейсировала в водах Кадиса у берегов Испании, за тысячи миль от Аргентины.

### После обретения независимости
В феврале 1820 года он несколько дней был Верховным правителем Объединенных провинций Рио-де-ла-Плата, и был последним обладателем этой должности до её переименования. В 1824 году назначен министром экономики и финансов провинции Буэнос-Айрес, а в 1826 году стал первым президентом Национального банка, который также имел право чеканить деньги и осуществлять эмиссию.
Хуан Педро Агирре, вместе с Педро Андресом Гарсией, Мануэлем Хосе де Хаэдо и Хосе Мария Роксас и Патроном, подали заявку на управление ста лигами государственной малоосвоенной земли в горном массиве Волькан 21 февраля 1826 года. Эта огромная концессия находится в сегодняшней провинции Аякучо и Балькарсе стала основой огромного ранчо (250 000 га) Сан Хуан (Estancia San Juan).
Он занимал эту должность до своей смерти, которая случилась в Буэнос-Айресе в 1837 году.